# Stéphanie Loeuillette
Stéphanie Nathalie Loeuillette (Wattrelos, 27 juli 1992) is een Frans professioneel tafeltennisster. Ze speelt linkshandig, met de shakehandgreep.
Ze nam namens haar land deel aan de Olympische Zomerspelen 2020 maar won geen medaille.

## Belangrijkste resultaten
- Brons in het vrouwen dubbelspel op de Europese kampioenschappen 2020 met Jia Nan Yuan.